# Kathryn Williamson
Kathryn Williamson (* 1. August 1989 in McKinney, Texas) ist eine ehemalige US-amerikanische Fußballspielerin, die zuletzt in der Saison 2016 beim Portland Thorns FC in der National Women’s Soccer League unter Vertrag stand.

## Karriere
In der Saison 2012 spielte Williamson beim kanadischen W-League-Teilnehmer Ottawa Fury Women, kam dort in zwölf Ligaspielen zum Einsatz und gewann am Saisonende mit ihrem Team die Meisterschaft. Sie wurde Anfang 2013 beim College-Draft zur neugegründeten NWSL an Position acht vom Portland Thorns FC verpflichtet. Ihr Ligadebüt gab Williamson am 13. April 2013 gegen den FC Kansas City. Im April 2014 wechselte sie kurz vor Saisonbeginn gemeinsam mit ihrer Teamkollegin Courtney Wetzel zum Ligarivalen und Vizemeister Western New York Flash, den sie jedoch nach nur einer Spielzeit wieder in Richtung Portland verließ. Ihr einziges Tor in der NWSL erzielte Williamson am 9. Juli 2016 bei einer 1:2-Niederlage gegen den FC Kansas City. Nach der Saison 2016 beendete sie ihre Karriere.

## Erfolge
- 2012: Meisterschaft in der W-League (Ottawa Fury Women)
- 2013: Meisterschaft in der NWSL (Portland Thorns FC)